# سيف الموت
سيف الموت (باليابانية: 大菩薩峠) فيلم ياباني من إخراج كيهاتشي أوكاموتو وبطولة تاتسويا ناكادي. ومقتبس من رواية طويلة تحمل نفس الاسم.

## القصة
تدور القصة حول حياة رينوسكي تسوكوي وهو ساموراي لايملك أخلاق وسياف ماهر بأسلوب غير تقليدي.

## وصلات خارجية
- سيف الموت على موقع IMDb (الإنجليزية)
- سيف الموت على موقع روتن توميتوز (الإنجليزية)
- سيف الموت على موقع نتفليكس (الإنجليزية)
- سيف الموت على موقع ألو سيني (الفرنسية)
- سيف الموت على موقع Turner Classic Movies (الإنجليزية)
- سيف الموت على موقع أول موفي (الإنجليزية)
- سيف الموت على موقع فيلمافينيتي (الإسبانية)
- سيف الموت على موقع قاعدة بيانات الفيلم (الإنجليزية)
- سيف الموت على موقع ليتربوكسد (الإنجليزية)
- سيف الموت على موقع كينوبويسك (الروسية)